# Transtorno bipolar não especificado
O transtorno bipolar não especificado é um diagnóstico de transtorno bipolar (TB) dado quando um paciente não se enquadra nos outros subtipos estabelecidos. O transtorno bipolar não especificado às vezes é chamada de transtorno bipolar subliminar.

## Classificação
O transtorno bipolar não especificado é um transtorno do humor e um dos subtipos do espectro bipolar, que também inclui o transtorno bipolar I, o transtorno bipolar II e a ciclotimia. O transtorno bipolar não especificado era uma classificação no DSM-IV e, desde então, foi alterada para "Outro Transtorno Bipolar Especificado" e "Transtorno Bipolar Não Especificado" no DSM-5 lançado em 2013 (Associação Americana de Psiquiatria, 2013).

## Diagnóstico
O transtorno bipolar é difícil de diagnosticar. Se uma pessoa apresentar alguns sintomas de transtorno bipolar, mas não outros, o médico pode diagnosticá-la como sendo do tipo bipolar não especificado. O diagnóstico de trantorno bipolar não especificado é dado quando há uma mudança rápida (dias) entre os sintomas maníacos e depressivos e também quando existem episódios recorrentes de hipomania. Este subtipo do transtorno bipolar pode ser diagnosticado quando é difícil dizer se a bipolaridade é o transtorno primário ou causado devido a outra condição médica, como um transtorno por uso de substâncias.

## Tratamento
Abordagens individuais para o tratamento são recomendadas, geralmente envolvendo uma combinação de estabilizadores de humor e antipsicóticos atípicos. A psicoterapia pode ser benéfica e deve ser iniciada precocemente.

## Epidemiologia
A prevalência do transtorno bipolar não especificado é de 1,4%.